# Wasaka
Genre
Wasaka est un genre d'araignées aranéomorphes de la famille des Corinnidae.

## Distribution
Les espèces de ce genre se rencontrent en Afrique subsaharienne.

## Liste des espèces
Selon World Spider Catalog (version 17.5, 14/10/2016) :
- Wasaka imitatrix Haddad, 2013
- Wasaka montana Haddad, 2013
- Wasaka occulta Haddad, 2013
- Wasaka ventralis Haddad, 2013

## Publication originale
- Haddad, 2013  : Taxonomic notes on the spider genus Messapus Simon, 1898 (Araneae, Corinnidae), with the description of the new genera Copuetta and Wasaka and the first cladistic analysis of Afrotropical Castianeirinae. Zootaxa, no 3688, p. 1-79.